# Henry Jenkins

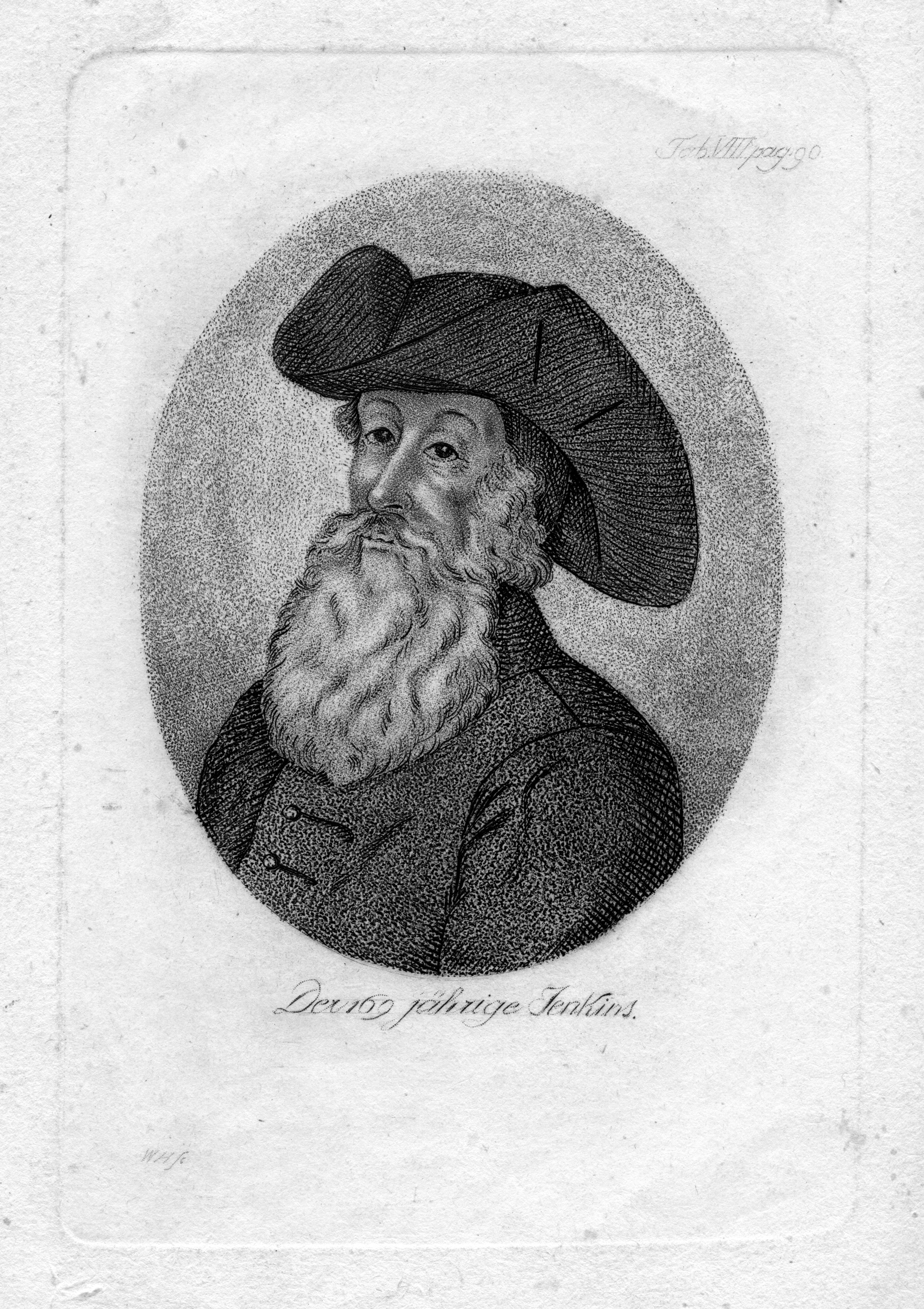

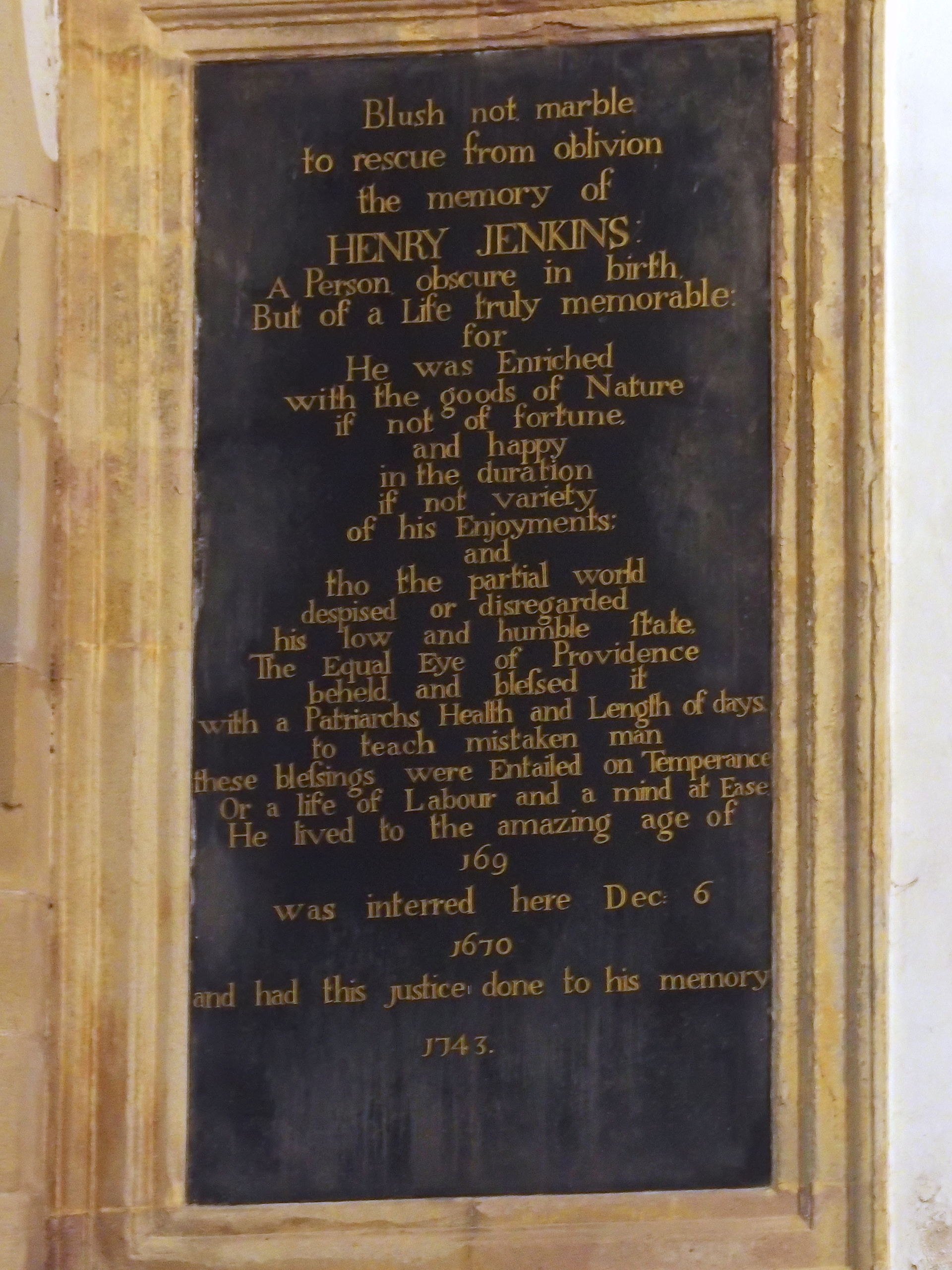
Plaquette van Henry Jenkins uit 1743

Henry Jenkins (naar verluidt Ellerton-on-Swale, circa 1500 — Bolton-upon-Swale, begraven op 9 december 1670) was een inwoner van Bolton-on-Swale in het graafschap North Yorkshire. Hij wordt vooral herinnerd om de bewering dat hij 169 jaar oud geworden zou zijn, een bewering waarvoor geen hard bewijs bestaat.

## Levensloop
Henry Jenkins was, voor zover bekend, van eenvoudige komaf. Hij ligt begraven in het kerkhof van St Mary’s Church te Bolton-upon-Swale. In zijn jeugd zou hij de butler geweest zijn van de heer van Hornby Castle en de abt van Fountains Abbey geregeld hebben ontmoet. In 1667 zou hij getuige zijn geweest bij een rechtszaak aangaande de belastingen van Catterick; tijdens deze rechtszaak werd hij ondervraagd omtrent zijn jeugd. Hij verklaarde dat hij ongeveer 157 was. Volgens een brief van Anne Saville aan Dr Robinson stelde Henry Jenkins in de keuken van haar zuster dat hij naar eigen zeggen op dat moment 163 jaar oud was, dat hij zich de dagen van Hendrik VIII herinnerde, en dat hij in 1513 pijlen naar Northallerton droeg voor de schutters van de slag bij Flodden Field. Nog volgens dezelfde brief zouden verschillende hoogbejaarden in Bolton-upon-Swale verklaard hebben dat Henry Jenkins tijdens hun jeugd een bejaarde man was geweest.
In zijn latere leven werkte Henry Jenkins als visser, en als oude man was hij tot de bedelstaf veroordeeld. In 1670 overleed hij, waarop hij in het parochieregister als ‘een zeer bejaarde en arme man’ werd omschreven. Thomas Chapman schreef in 1745 de tekst voor een marmeren herdenkingsplaquette in de St Mary’s Church van Bolton-upon-Swale.